# Hélène de Beauvoir
Henriette-Hélène de Beauvoir (n. 6 iunie 1910, Paris, Franța – d. 1 iulie 2001, Goxwiller, région Alsace⁠(d), Franța) a fost o pictoriță franceză. A fost sora mai mică a scriitoarei Simone de Beauvoir. Arta sa a fost expusă în Europa, Japonia și SUA. S-a căsătorit cu Lionel de Roulet.
Când Hélène de Beauvoir locuia în Goxwiller, un sat lângă Strasbourg, a devenit președinta centrului pentru femei bătute. A continuat să picteze până la 85 de ani. Picturile ei au fost legate de filozofia feministă și de problemele femeilor.